# Gerald Carr
Gerald Paul Carr (22. srpna 1932 Denver, Colorado, USA – 26. srpna 2020 Albany, New York, USA) byl americký námořní letec a astronaut z projektu Skylab.

## Život

### Mládí a výcvik
V roce 1974 získal po úspěšném studiu na University of Southern California na fakultě mechaniky titul inženýra. Pak ve studiu pokračoval na postgraduální škole amerického vojenského námořnictva (Naval Postgraduate School) a na Princeton University. Následovala mnohaletá služba u letectva námořní pěchoty. V dubnu 1966 byl vybrán do páté skupiny připravujících se astronautů. Během dlouhých let čekání na svůj let se podílel na kompletování Apolla 8 a Apolla 12, pracoval jako jejich spojovací operátor, technicky i v terénu vylepšoval měsíční vozítko Rover. Se svou rodinou (oženil se a má šest dětí) si opravil starý autobus a objel s ním celý západ USA. Už ani nedoufal, že se dočká, když přišla nabídka na poslední let ke Skylabu 1.

### Lety do vesmíru
Podplukovník námořní pěchoty Gerald Carr odstartoval na palubě kosmické lodi Skylab 4 s pomocí rakety Saturn 1B z kosmodromu na mysu Canaveral v listopadu 1973. Byl zde velitelem. Na palubě s ním byli američtí astronauti William Pogue a Edward Gibson. Letěli a pak pracovali na orbitální stanici Skylab bezmála tři měsíce. Carr třikrát během letu pracoval na povrchu stanice (výstupy EVA). Přistáli v únoru 1974 na hladině Tichého oceánu po 84 dnech pobytu ve vesmíru..
- Skylab 4 (16. listopad 1973 – 8. únor 1974)

### Po svém letu
Z NASA odešel v roce 1977. Našel si místo manažera obchodního oddělení společnosti Bovay Engineers v texaském Houstonu. V srpnu 1993 byl prezidentem společnosti Camus Inc. v Little Rock.